# Barry Cowsill

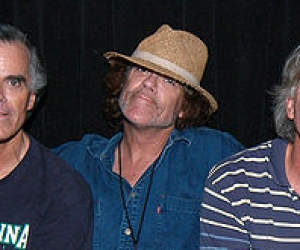
Barry Cowsill

Barry Cowsill (* 14. September 1954 in Newport, Rhode Island, USA; † aufgefunden am 28. Dezember 2005 in New Orleans) war ein US-amerikanischer Musiker.

## Leben
Barry Cowsill war Mitglied der Cowsills, einer populären Band, nach der die Serie The Partridge Family entstand.
Barry Cowsill kam beim Hurrikan Katrina im September 2005 in New Orleans ums Leben. Sein Leichnam wurde am 28. Dezember 2005 in der „Chartres Street Wharf“ in New Orleans aufgefunden und im Januar 2006 als der von Barry Cowsill identifiziert.